# 1254
1254 (MCCLIV) je bilo navadno leto, ki se je po julijanskem koledarju začelo na četrtek.

## Dogodki

### Slovenija
- 3. april - Po posredovanju papeža Inocenca IV. skleneta češki kralj Otokar II.[1] in ogrski kralj Béla IV. premirje. Otokar II. preda Béli IV. Štajersko vojvodino.

### Mongolski imperializem
- januar - Koreja: preden bi Mongoli napravili še več škode, korejski kralj Godžong kapitulira in pošlje na mongolski dvor za talce nekaj svojih ožjih sorodnikov. Mongoli zasužnijo in odženejo še okoli 200.000 Korejcev.Model palače vrhovnega kana v Karakorumu.
- 24. maj - Vilijem iz Rubrucka, odposlanec francoskega kralja Ludvika IX., prispe na mongolski dvor v Karakorumu. Diplomatska misija je seveda neuspešna, saj je Möngke Kan že dobro poučen o vseh verstvih v obširnem imperiju in kristjanom očita nedoslednost.
- 13. september - Na mongolski dvor prispe kralj Kilikijske Armenije Hetum I.. Vrhovnemu kanu predlaga zavezništvo med Mongoli in kristjani v Zamorju. Möngke kan postavi pogoj, da se vladarji križarskih držav podredijo Mongolom. V interesu vrhovnega kana je vseeno, da se pred spopadom z močnejšim sovražnikom, tj. muslimani na Bližnjem vzhodu, oblikuje zavezništvo z njihovimi naravnimi sovražniki - križarskimi državami. 1259 ↔
- Popis prebivalstva v Mongolskem imperiju 1252-59.
- Upor proti Mongolom v Kašmirju 1254-55.
- Indija: mongolski general Sali Nojan zavzame Lahore in Multan, v katerih instalira Džalal ad-Din Masuda, pretendenta za sultana Delhijskega sultanata.

### Gibelini vs. gvelfi
- Papež Inocenc IV. izobči nemškega kralja Konrada IV.. Zaradi podpore Konradu IV. je izobčen še habsburški grof Rudolf I.[2], ki mu je bil sicer Friderik II. boter. ↓
- 14. maj → Papež Inocenc IV. podeli krono Sicilske kraljevine angleškemu princu Edmondu Grbatemu[3], drugemu sinu kralja Henrika III.. Ker je lanskoletni upor baronov v Gaskoniji izsušil angleško kraljevo zakladnico, angleški princ Edmond nikoli ne dobi možnosti, da bi se polastil sicilske krone. Inocenc IV. odobri finančno posojilo za njegovo podjetje. 1255 ↔
- 21. maj - Zaradi malarije umre nemški kralj[4] Konrad IV. iz hiše Hohenstaufen, hkrati tudi kralj Sicilije[5] in kralj Jeruzalema[6].
  - V Rimsko-nemškem cesarstvu sledi 19 let dolgo obdobje medvladja (1254-1273), ko nobenemu od pretendentov za kralja[7] ne uspe uveljaviti oblasti v Nemčiji. Trenutni gvelfovski kralj Vilijem II. uspe uveljaviti oblast zgolj v Porenju.
  - Princ Konrad, imenovan Konradin, mladoletni sin in dedič umrlega Konrada IV., podeduje vojvodino Švabsko (IV.), Sicilsko (II.) in Jeruzalemsko (III.) kraljevino. V njegovem imenu vodijo regentstva: za Švabsko vojvoda Zgornje Bavarske, skrbnik in stric Ludvik II.; za Sicilijo preračunljivejši stric Manfred, ki ima načrt za uzurpacijo oblasti; za Jeruzalemsko kraljevino ciprska hiša Lusignanskih.
- julij - Papež Inocenc IV. izobči še de facto sicilskega kralja Manfreda, ki pa mu je veliko do tega, da bi dobil priznanje od papeža, zato prične z diplomacijo.
  -     - Po katoliški Evropi poteka močna cerkvena kampanja proti oderuškim obrestim. Papež Inocenc IV. odveže mesto Beauvais od vseh obveznosti do oderuških upnikov.
- 27. september - Manfred se v zameno za priznanjem za sicilskega kralja s papežem pogodi o predaji Apulije. Toda papeška vojska prekorači dogovor in poleg Apulije okupira še Kampanijo.
  - 27. oktober - Papeška vojska zasede Neapelj. Manfreda mine potrpljenje in se obrne na domače muslimanske podanike iz Lucere, ki so uživali neposredno kraljevo varstvo.
- 2. december - Bitka pri Foggiji: Manfred, ki mu asistirajo muslimanski podaniki, odločujoče premaga papeško vojsko in obnovi nadzor nad celotno južno Italijo. Zmaga mu da tudi politično moč, da začne aktivno posegati v politične boje med severnoitalijanskimi mesti, kjer pomaga zavezniškim gibelinom v boju s propapeškimi gvelfi.

- 7. december - Že dlje in hudo bolan papež Inocenc IV. umre v Neaplju. ↓
- 12. december → Neapelj: za novega papeža je izvoljen Aleksander IV., 181. papež po seznamu.[8] Prva poteza novo izvoljenega papeža je, da nemudoma izobči sicilskega kralja Manfreda. Novi papež se ne vrne v Rim, ki je na strani gibelinov, pač pa v gvelfovski Viterbo.
- Toskana: gvelfovske Firence se polastijo gibelinske Pistoije.

### Ostalo
- 24. april - Francoski kralj Ludvik IX. se potem, ko je v Zamorju zapravil ves svoj denar, odpravi nazaj domov v Francijo. V Akkonu pusti manjšo vojaško posadko, ki jo potem redno letno financira iz svoje zakladnice.
- 12. junij -  Holandski grof Vilijem II. podeli mestu Alkmaar mestne pravice.
- 7. september - Ludvik IX. se vrne v Pariz po šestih letih odsotnosti.
- 10. oktober - Poroka med angleškim kronskim princem Edvardom I. in kastiljsko princeso Eleanoro. Poroka med mladim parom je en od pogojev za mir, ki ga je angleški kralj Henrik III. postavil kastiljskemu Alfonzu X. in s tem zavaroval Gaskonjo pred kastiljskimi pretenzijami.
- 3. november - Umre nikejski cesar Ivan III. Dukas Vatatzes, naslei ga sin Teodor II. Lasarkis[9] ↓
- Konec leta → Bitka pri Adrianoplu: bolgarski car Mihael Asen I. si poskuša izsiliti izhod na Egejsko morje v Trakiji preko ozemlja Nikejskega cesarstva. Novi nikejski cesar Teodor II. Lasarkis ga ob hitrem napredovanju vojske prehiti in nepripravljenega potolče. 1256 ↔
- Angleški kralj Henrik III. reformira spodnji dom parlamenta. Mandate dednega nižjega plemstva zamenja z izvoljenimi predstavniki mest in grofij[10].
  - Angleškemu kraljevskemu paru Henriku III. in Eleanori huje zboli peta, enoletna hči, ki je od takrat naprej gluhonema in duševno prizadeta. Dogodek kraljevski par izjemno prizadane in se na malo bolnico zelo navežeta.
- Portugalski kralj Alfonz III. skliče stanocski zbor (Cortes) v Leiriji.
- Egipt: mameluški sultan Izz al-Din Ajbak postane ljubosumen na uspešnega in priljubljenega generala Faris ad-Din Aktaja ter ga ukaže umoriti. Njegovi privrženci pobegnejo v Sirijo k Ajubidom.
- Benediktanski menih Peter iz Morroneja[11] ustanovi meniški red Celestinov.
- Kopenhagen dobi mestne pravice in svoboščine.
- Francoski teolog in učenjak Albert Veliki nastopi funkcijo pariškega provinciala dominikanskega reda.
- Konji svetega Marka, ki so jih Benečani leta ← 1204 ukradli v Konstantinoplu, so prestavljeni pred Baziliko sv. Marka v Benetkah.
- Začetek gradnje Katedrale sv. Martina v Utrechtu.

## Rojstva
- 13. maj - Marija Brabantska, francoska kraljica († 1321)
- 24. junij - Florijan V., holandski grof († 1296)
- 15. september - Marco Polo, beneški trgovec, raziskovalec († 1324)

Neznan datum
- Karel II. Anžujski, neapeljski kralj († 1309)
- Kjogoku Tamekane, japonski pesnik († 1332)
- Ren Renfa, kitajski slikar († 1327)
- Ulrik II., grof Württemberga († 1279)
- Zhao Mengfug, kitajski slikar in kaligraf († 1322)

## Smrti
- 21. maj - Konrad IV., kralj Nemčije, Sicilije (I.), Jeruzalema (II.) (* 1228)
- 3. november - Ivan III. Dukas Vatatzes, nikejski cesar (* 1193)
- 7. december - papež Inocenc IV. (* 1195)

Neznan datum
- Faris ad-Din Aktaj, egiptovski mameluški general
- Riccardo Filangieri, italijanski vojskovodja (* 1195)
- Robert iz Nantes, latinski jeruzalemski patriarh